# Battaglia di Ochmativ (1655)
La battaglia di Ochmativ o di Ochmatów fu un attacco delle forze russe e cosacche su Ochmativ, un villaggio non lontano da Uman'.
L'esercito russo-cosacco guidato da Bohdan Chmel'nyc'kyj e da Vasilij Šeremetev era intenzionato a liberare Uman', assediata dall'esercito polacco-lituano. Quando i comandanti dell'esercito polacco Stanisław Potocki e Stanisław Lanckoroński seppero che i russi e i cosacchi si erano messi in marcia, interruppero in parte l'assedio e si portarono a fronteggiare il nemico. Parte delle truppe polacche guidate da Szemberg erano di guardia a Puszkarenko e si trovarono intrappolate a Ochmativ con 2 000 uomini, mentre il grosso delle forze si spostò il 29 gennaio a nord.
Nel primo giorno di battaglia la cavalleria polacca e tartara venne schiacciata da quella cosacca e dei russi. Lo scontro venne vinto dalla parte polacco-tartara e pertanto le truppe russo-cosacche vennero costrette alla fuga. Un disperato contrattacco mosso da Chmel'nyc'kyj salvò russi e cosacchi da sicura disfatta. Sotto copertura del fuoco di artiglieria dei quattro cannoni rimasti ai russi (il resto dell'artiglieria era caduto nelle mani del nemico), Chmel'nyc'kyj riuscì a fuggire coi suoi. Nei giorni 30 e 31 gennaio i russi ed i cosacchi contrattaccarono due volte, ma vennero respinti in entrambi i casi. La mattina del 1º febbraio, Chmel'nyc'kyj tentò di irrompere ad Ochmativ e di salvare così Puszkarenko. Dopo questo successo si ritirò a Buky. I tartari, che videro questo scontro come non utile ormai per le loro finalità, abbandonarono il campo e, privati del loro contributo, i polacchi non furono in grado di fermare l'avanzata russa. Alla fine, per quanto lo scontro fosse stato vinto dai polacco-tartari, cosacchi e russi riuscirono a sfuggire alla trappola che era stata loro tesa. Le truppe russe persero circa 9 000 soldati sul campo. Dopo lo scontro, Potocki con la sua fanteria ed artiglieria si ritirò a Lviv, e la cavalleria al comando di Stefan Czarniecki si spostò coi tartari in Ucraina.